# Rublă armeană
Rubla (în armeană ռուբլի, în rusă рубль) a fost moneda independentă a Primei Republici Armene și a Republicii Sovietice Socialiste Armene între 1919 și 1923. A înlocuit prima rublă transcaucaziană a Comisariatului Transcaucazian la aceeași valoare (având inițial o circulație paralelă) și a fost înlocuită cu a doua rublă transcaucaziană după ce Armenia a devenit parte a Republicii Socialiste Federale Sovietice Transcaucaziane. Nu au fost emise subdiviziuni ale rublei armene, iar moneda a existat doar ca bancnote.

## Bancnote
La 5 februarie 1918, Comisariatul Transcaucazian, un guvern de coaliție din Caucazul de Sud, a început să emită bancnote. Obligațiunile Comisariatului Transcaucazian emise de acesta au fost distribuite în baza acordului dintre Azerbaidjan, Armenia și Georgia și au fost în circulație paralelă cu bancnotele emise anterior. În mai 1918, Georgia, apoi Azerbaidjan și Armenia și-au declarat independența,
Armenia a început să emită propriile bancnote în august 1918.  Cecuri provizorii ale armatei (la purtător) au fost emise în Prima Republică Armeană de filiala din Erevan a Băncii de Stat. Acestea au avut valori de 5, 10, 25, 50, 100, 250, 500, 1.000, 5.000 și 10.000 de ruble armene. Cele mai multe au fost tipărite destul de grosolan,  de proastă calitate, cu text în mare parte în limba rusă. Federația Revoluționară Armeană, care a cucerit Erevanul în februarie 1921 și a păstrat controlul până la începutul lunii aprilie, a pus în circulație „banii de la Londra” comandați în 1919 și predați Armeniei în 1920. Cele trei bancnote tipărite în Marea Britanie de Waterlow and Sons Ltd. au avut valori de 50, 100 și 250 de ruble armene.  Bancnotele au fost concepute de artiștii Arshak Fetvadjian⁠(d) și Hakob Kojoyan⁠(d). Aceste bancnote au fost împodobite cu text în limbile armeană, franceză și rusă. Aceste bancnote au cel mai bun aspect, majoritatea compuse din texte în limba armeană. Deoarece valorile nominale ale acestor bancnote au fost foarte mici, decretul privind emiterea lor a stabilit că 1 rublă în aceste bancnote este egală cu 100 de ruble anterioare (în cecurile armatei).
Republica Sovietică Socialistă Armenească a emis valori nominale de 5.000, 10.000, 25.000, 100.000, 500.000, 1.000.000 și 5.000.000 de ruble armene. Aceste bancnote au avut texte în limbile armeană și rusă împreună cu lozinci comuniste în diferite limbi pe revers. Perioada de schimb a fost stabilită de la 10 ianuarie până la 10 martie 1923, dar ulterior a fost prelungită până la 10 aprilie 1924.
| կենտրոն | կենտրոն  | կենտրոն   | կենտրոն   | կենտրոն    | կենտրոն    | կենտրոն     |
| կենտրոն | կենտրոն  | կենտրոն   | կենտրոն   | կենտրոն    | կենտրոն    |             |
| 5 ruble | 50 ruble | 250 ruble | 500 ruble | 1000 ruble | 5000 ruble | 10000 ruble |

| կենտրոն  | կենտրոն   | կենտրոն   |
| կենտրոն  | կենտրոն   | կենտրոն   |
| 50 ruble | 100 ruble | 250 ruble |